# Amfotericin B
Az Amfotericin B (INN: Amphotericin B) egy szisztémás gombaellenes gyógyszerhatóanyag.
A VIII. Magyar Gyógyszerkönyvben  Amphotericinum B     néven hivatalos.  

## Magyarországon törzskönyvezett készítmények[1]
- ABELCET szuszpenzió infúzióhoz
- ABELCET 5mg/ml szuszpenziós infúzió
- AMPHOCIL 100 mg por infúzióhoz
- AMPHOCIL 5 mg/ml liofilizátum oldatos infúzióhoz
- FUNGIZONE por oldatos infúzióhoz
- FUNGIZONE 50 mg por oldatos infúzióhoz
- AMBISOME 50 mg por oldatos infúzióhoz